# Raúl Rossetti
Raúl Rossetti (Cañada Rosquín, Santa Fe, 1945 - Buenos Aires, 2010) fue un escritor y traductor argentino.

## Trayectoria
Cursó estudios en la Facultad de Filosofía y Letras de Rosario, en el Conservatorio de Arte Dramático de Buenos Aires. Fue integrante del Instituto Di Tella. 
Cursó Letras en la Universidad de Buenos Aires y en La Sorbona.
Su primer libro fue publicado en Holanda, De Gulle Tijd (El Tiempo Pródigo) en 1988.
En años siguientes publicó las novelas Samsara y Túnez y Otras Orillas (Editorial Sudamericana, 1993). 
Su último trabajo Los miedos ocultos se publicó en 2007.
Fue Jefe de Redacción de la revista cultural holandesa Ámsterdam Sur, ciudad donde vivió. 
Viajó por Asia, África y Europa.
Falleció repentinamente por problemas cardíacos